# Saborios
Saborios ou Saborius (en grec : Σαβώριος) est un général byzantin qui se révolta contre l'empereur Constant II en 667-668. Il obtint le soutien du calife Muʿawiya Ier mais il se tua lors d'un accident de cheval avant d'affronter les troupes impériales.

## Biographie
Selon Théophane le Confesseur, Saborios descendait de Perses (son nom serait issu du persan Chapour) mais la plupart des historiens modernes considèrent qu'il est Arménien,. Il est parfois identifié à un certain Pasagnathès, patrice des Arméniens qui se rebella en 651-652.
En 667, Saborios était le stratège (gouverneur) du thème des Arméniaques qui couvrait la région nord-est de l'Anatolie byzantine. À cette époque et durant plusieurs années, l'empereur Contant II résidait à Syracuse en Sicile. Il avait laissé la capitale Constantinople à son jeune fils Constantin IV qui était à l'époque coempereur avant de succéder à son père. Profitant de l'absence de l'empereur, le calife Muʿāwiya lança des raids dévastateurs en Anatolie, visant plus particulièrement le thème des Arméniaques.
Saborios décida alors de se révolter à la fin de l'année 667, profitant du fait que de nombreux soldats des autres thèmes étaient aux côtés de Constant en Sicile. Dans le but de sécuriser ses arrières, il envoya Sergios, l'un de ses généraux, à Damas pour s'assurer du soutien de Mu'awiya. Quand Constantin apprit la nouvelle de la rébellion, il envoya aussi un émissaire, l'eunuque cubiculaire André, auprès du calife. Cependant, l'offre d'André ne parvint pas à concurrencer celle de Saborios qui offrait de payer un fort tribut aux Arabes (l'entièreté des revenus publics selon Théophane). Le calife accorda alors son soutien à Saborios et à ses troupes,. En dépit de cela, André fit en sorte que Sergios, qui l'avait insulté durant les négociations, soit capturé dans une passe près d'Arabissus en Cilicie par les troupes loyales à l'empereur. Par la suite, Sergios fut castré et empalé sur un pieu.
Néanmoins, Saborios a sécurisé sa frontière orientale grâce à son alliance avec le calife et il put alors marcher vers l'ouest et Constantinople. Il parvint à prendre le contrôle de la majeure partie de l'Anatolie et campa avec son armée à Hexapolis, aussi connu sous le nom d'Hadrianopolis en Bithynie où il entraîna ses hommes et attendit l'arrivée de l'armée musulmane. Saborios préparait ses hommes à faire face à l'arrivée d'une armée loyaliste dirigée par le patrice Nicéphore quand son cheval percuta violemment une porte de la cité et le tua,,. Les troupes des Arméniaques se retrouvèrent sans chef et furent rapidement submergées. Ainsi, quand les troupes arabes arrivèrent, la révolte était écrasée. L'armée arabe parvint à mettre à profit la confusion qui régnait pour razzier les terres byzantines jusqu'au Bosphore et prendre Amorium. Cependant, la cité fut reprise par les Byzantins durant l'hiver suivant.

## Legs
La rébellion de Saborios n'entraîna aucune perte territoriale pour les Byzantins mais eut un certain retentissement. En effet, elle fut la première rébellion attestée d'une force thématique, annonçant celles qui éclatèrent durant le restant du VIIe siècle et tout au long du VIIIe siècle. Cependant, en dépit de ces révoltes régulières, le sort de Sabarios encouragea aussi une croyance, souvent répétée dans les sources byzantines et syriaques, selon laquelle la mort serait le résultat de la rébellion contre l'empereur légitime de Constantinople et de la négociation avec les infidèles musulmans.